# أرباد سابو
أرباد سابو (بالمجرية: Szabó Árpád) هو سياسي مجري، ولد في 31 ديسمبر 1878 في Dumbrăveni ‏ في رومانيا، وتوفي في 31 يوليو 1948. نشط حزبياً في الحزب المدني لأصحاب الحيازات الصغيرة المستقلين والعمال الزراعيون. وقد انتخب عضو الجمعية الوطنية المجرية.